# Allotinus nigritus
Allotinus nigritus är en fjärilsart som beskrevs av Semper 1889. Allotinus nigritus ingår i släktet Allotinus och familjen juvelvingar. Inga underarter finns listade i Catalogue of Life.